# Dietrich Plester
Dietrich Aloys Norbert Plester (* 23. Januar 1922 in Essen; † 18. Oktober 2015) war ein deutscher Arzt. Er war von 1966 bis 1988 Direktor der Universität-HNO-Klinik Tübingen. Er war ein Pionier in der Mikrochirurgie des Ohres.

## Leben
Dietrich Plester ist Sohn aus der Ehe des Mediziners Wilhelm Plester und Lore geb. Oiepschlag. Nach seinem Medizinstudium an den Universitäten Würzburg und Berlin diente er beim Militär und befand sich anschließend in Kriegsgefangenschaft. Daraufhin erhielt er seine akademische Forschungsausbildung an den Abteilungen Pathologie und Pharmakologie der Medizinischen Fakultät der Universität Düsseldorf. In dieser Zeit führte er experimentelle Untersuchungen zur Wirkung von Arzneimitteln auf das vegetative Nervensystem durch.
Vom September 1954 bis Ende März 1955 unternahm er eine völkerkundliche Forschungsreise nach Äthiopien und in den Sudan. Dabei untersuchte er die Völkerfamilie der Präniloten, die er seinerseits erstmalig im „Journal of Social an Cultural Anthropology“ beschrieb, und leistete durch Völkervergleiche wesentliche Beiträge zum Verständnis der Schwerhörigkeit im Alter.
Zwischen 1951 und 1954 war er als Assistenzarzt für HNO unter der Leitung von Horst Ludwig Wullstein – einem Mitbegründer der Tympanoplastik – am Jung-Stilling-Krankenhaus in Siegen tätig. Seitdem gilt sein besonderes Augenmerk der chirurgischen Verbesserung von Hördefiziten. 1955 wurde er zunächst Oberarzt und später Professor an der Klinik für Hals-Nasen-Ohrenheilkunde in Düsseldorf bei Alf Meyer zum Gottesberge, bei dem er intensiv an der Entwicklung der Mittelohrchirurgie teilhaben konnte. 1957 habilitierte Dietrich Plester mit einer Arbeit über „Prinzip und Methodik gehörverbessernder Methoden“.
1966 erhielt er als Nachfolger von Max Schwarz den Ruf an den Lehrstuhl für Hals-Nasen-Ohrenheilkunde der Universität Tübingen, verbunden mit der Stelle des Direktors der HNO-Klinik am Uniklinikum Tübingen (UKT). Er begründete die Plestersche Schule der Ohrchirurgie und lehrte gekonnt die modernen Konzepte der Mikrochirurgie des Ohres. Er führte viele Kurse zur Mikrochirurgietechnik in Tübingen durch, an denen tausende HNO-Chirurgen teilnahmen. Ein Besucherstrom aus der ganzen Welt zeigte den enormen Einfluss den Plester durch seine operativen Demonstrationen erlangte. Dies hat die Mittelohrchirurgie geprägt; seine Methoden sind auch heute noch aktuell. Gemeinsam mit A. Miehlke aus Göttingen baute er ein internationales Zentrum der Mittelohrchirurgie und Parotischirurgie auf.
Dietrich Plester erforschte den Stoffwechsel des Innenohrs mithilfe von Radioisotopen.
Unter seiner Ägide habilitierten sich u. a. Werner Giebel, Jan Helms, Henning Heumann, Rainer Langnickel, Eberhard Steinbach, Michael Strohm. Weitere enge Mitarbeiter waren Helmut Breuninger, Henning Hildmann, Ernst Koburg sowie Klaus Jahnke.
Gemeinsam mit Klaus Jahnke erforschte Plester die Verwendung von verschiedenen künstlichen Substanzen in der Mittelohr-Chirurgie. Sie beschäftigten sich vor allem mit der Verwendung verschiedener Keramik Sorten in Hinblick auf deren physikalischen Eigenschaften und die biologischen Reaktionen auf die Implantation in das Mittelohr. Sie entwickelten gemeinsam Implantate für die Gehörknöchelchenkettenrekonstruktion.
1988 wurde er emeritiert, sein Nachfolger wurde Hans-Peter Zenner.
Für den Kohlhammer Verlag schrieb Dietrich Plester 1989 das Standardwerk „Atlas der Ohrchirurgie“.

## Dissertations-(Plester-)Preis
Seit 1991 wird der Promotionspreis der Dietrich-Plester Stiftung verliehen. Er wird vergeben an die beste deutschsprachige Dissertation eines Jahres aus dem Gebiet der Hals-Nasen-Ohrenheilkunde, Kopf und Halschirurgie. Der Preis soll dazu beitragen, dem Wissenschaftler weitere Forschungen zu ermöglichen und damit die Hals-Nasen-Ohrenheilkunde zu fördern.

## Mitgliedschaften in Fachgesellschaften
- 1982: Präsident der Deutschen Gesellschaft für HNO-Heilkunde, Kopf- und Hals-Chirurgie[16]
- Ehrenmitglied der Royal Society of Medicine
- Ehrenmitglied des Royal Australasian College of Surgeons
- Mitglied der Deutschen Akademie der Naturforscher Leopoldina[17]

## Auszeichnungen
- 1967: Sir-Josh Medaille
- 1981: Yearsley-Medaille der Royal Society of Medicine
- 1988: Bundesverdienstkreuz Erster Klasse des Verdienstordens der Bundesrepublik Deutschland